# 鲉鱼级潜水艇抽佣案
鲉鱼级潜水艇抽佣案，又称鲉鱼型潜水艇军购案，是马来西亚国防部在2002年至2008年期间，向法国和西班牙购买2艘鲉鱼级潜水艇与1艘奧古斯塔級潛艇涉嫌非法抽佣的舞弊事件，以及购买的金额过于昂贵而成为马来西亚最贵的军备采购争议事件。
该案件也与蒙古女郎阿尔丹杜雅·沙丽布谋杀案有间接关联。同时案件涉及法国、马来西亚和香港三地。在法国，案件已有9名法国国防企业相关人士被控。在马来西亚，相关案件正在调查中。除了涉事主要人物之一阿都拉萨·巴金达被法国指控之外，至今依没有任何人士被控上法庭。

## 背景
2002年6月5日，马来西亚政府决定与法国海军造船局集团（DCNS）及西班牙納凡蒂亞签约，购买2艘原值约48.5亿令吉的鲉鱼潜水艇和提供1艘奥古斯塔级潜艇的交易。这笔交易是由时任国防部长兼副首相的纳吉·阿都拉萨亲信阿都拉萨·巴金达和罗丁沃贾玛鲁丁牵线。
负责潜水艇交易的阿都拉萨·巴金达是透过其拥有的马来西亚Perimekar私人有限公司和香港的Terasasi私人有限公司进行潜艇交易。其中阿都拉萨和其妻子马兹琳达（Mazlinda Makhzan）是Perimekar公司的股东兼董事成员。而Terasasi公司则是阿都拉萨及其父亲阿都马林巴金达（Abdul Malim Baginda）担任董事。
另一个涉案人丁沃贾玛鲁丁是马来西亚军人退休基金——武装部队基金（LTAT）的行政总裁，同时也是与国防部关系密切的官联公司莫实得控股（Boustead Holdings Berhad）的副主席。他也都是Perimekar公司的五名董事之一，拥有Perimekar公司的40%股权。于2010年7月1日完成有关两艘潜水艇的支援服务合约后，宣布辞去董事职务。
潜水艇交易的Terasasi公司被指以3600万欧元（约1亿4200万令吉）的价格，将潜艇的评估报告售卖给法国海军造船局集团，而由阿都拉萨妻子控制的Perimekar公司则在这项潜艇交易中，收取了1亿1400万欧元的费用。该操作引起马来西亚反对派质疑纳吉领导的国阵涉及贪污成份，也触犯了法国的刑事法律。但Perimekar公司收取的1亿1400万欧元由于并非向法国公司支付，因此不属于法国司法调查范围。

## 调查经过

### 马来西亚
2009年11月，大马人权组织人民之声（SUARAM）入禀法国法庭要求彻查2002年马法二国的鲉鱼潜水艇交易中，法国DCNS公司缴付不合法回佣给马来西亚高官一事。法国司法部于2010年4月对鲉鱼级潜艇交易案进入调查 阶段。2011年7月，人民之声邀请法国律师威廉波顿一行人到访马来西亚，以了解案情经过。威廉波顿先是抵达槟城，他在会见了非政府组织和讲解案件程序之后前往吉隆坡。不过他在抵达吉隆坡国际机场时，即被马来西亚移民局扣留及遣返巴黎，引起争议。
由于马来西亚政府购入的潜水艇「东姑阿都拉曼号」在2010年2月被媒体曝光还未正式服役就出现故障，导致「无法潜水」而被国内民众戏称为「浮水艇」，同时潜水艇的维修费和交易总额膨胀到高达67亿令吉，额外的花费是5亿7000万令吉修复费用、6亿令吉购买导弹、10亿令吉保养费及1亿8000万令吉付给DCNS的服务，引起国内反对派的强烈批评。而负责潜水艇交易的阿都拉萨·巴金达也因为潜水艇交易案牵扯出阿尔丹杜雅·沙丽布（Altantuya Shaaribuu）是其负责潜水艇交易的翻译员和助理身份后，更令当时已经因谋杀案而丑闻缠身的首相纳吉·阿都拉萨再次遭到反对党和民间组织的非议。
2010年6月22日，人民公正黨峇都国会议员蔡添强在国会上批评潜水艇交易：「我认为，目前整笔交易总额可能已经达到73亿令吉，而且还在如泡沫般不断膨胀，没有底限。」该案件最终并入与阿尔丹杜雅·沙丽布谋杀案一起审理，而马来西亚检方则在此案结束后，不再追查案中案的佣金事件。最终潜艇交易案成为纳吉执政时期的一大丑闻，也令马来西亚国防部门的形象受挫。
2016年2月5日，阿都拉萨在接受《金融时报》媒体访问时承认，他在潜水艇交易获得泰雷兹集团（Thales）的3000万欧元（约1亿3700令吉）的顾问费，但强调潜艇军购是合法的交易协议，没有付钱给任何马来西亚官员。
2017年8月，法国司法部门对阿都拉萨发出「共谋贪污」和「挪用公司资产」罪名的提控。马来西亚媒体一度将此事报导为阿都拉萨被法国政府提出诉讼，阿都拉萨之后对此发表声明，否认他因潜水艇抽佣案而被法国当局检控的报道，表示只是针对案件进行协助调查。
2018年11月19日，马来西亚反贪污委员会重新开档调查前朝国阵政府向法国购买2艘鲉鱼型潜水艇案，前首相纳吉也到反贪会总部给口供，是为案件接受调查。

### 法国
在法国，国防企业是被允许提供“贿金”来争取外国买家的，但在2002年举办的经济合作与发展组织（OECD）大会上一致通过禁止所有成员国提供“贿金”或回佣后，法国在同年发出禁令，将提供“贿金”视为一种刑事罪行。
法国司法部在2009年收到大马人权组织人民之声的诉讼后，在2010年也对海军造船局集团与Perimekar公司和Terasasi公司之间涉及洗黑钱与回佣事件进行调查。
在与马来西亚进行潜水艇交易中，Perimekar公司的存在已经也引起法国方面的质疑，认为Perimekar公司是“完全没有军购方面的背景和经验”。而负责建造潜水艇的DCNS也对Perimekar公司进行调查工作，最终这些资料成了法国收集的重要文件之一。
法国司法部经过两年的调查后，在2012年5月根据大马人民之声提供的7名证人名单，传召包括纳吉与阿都拉萨等相关人士协助调查，并对涉及非法抽佣的DCNS两名前主席和泰雷兹国际亚洲公司的2名前主管提出刑事诉讼。
2012年5月，随着法国检控官的调查，人民之声获潜水艇军购案的主控官从Thales办公室获得的一份文件显示，法国国防企业透过旗下子会司DCNI支付10亿美元给 Perimekar 私人有限公司，作为与时任国防部长纳吉在法国会面的代价。并批评法国国防企业透过非法回佣来争取生意，而这些公共资金或纳税人的钱则被当权者滥用，让既得利益者从中受惠。
2019年5月21日，法国上诉庭宣布撤销阿都拉萨涉嫌的“被动贪腐”（passive corruption）罪状，但保留其他控罪。
法国在涉及泰雷兹集团的调查于2022年1月结束，共有9名相关人士受到指控，法国金融检察官办公室（PNF）于2021年5月就案件向法院提出上诉。同年4月26日，泰雷兹集团在传给《路透社》与《法新社》的一封电邮宣称，它强烈反对这些指控，并已要求巴黎上诉法院取消对涉嫌回扣的调查。之后，在召开了数次的听证会、调查行动以及处理了与泰雷兹集团及其子公司和DCNI提出的几项无效动议之后，巴黎上诉法院择定2023年4月11日就相关案件作出裁决。后来因为在文件处理上出现问题，案件推迟到4月18日才开审。在这次审讯中，巴黎上诉法院同意撤销部分与扣押文件有关的无效请求，但不影响整体审讯程序的进行。泰雷兹集团及其子公司和DCNI对上诉法院仅撤销部分文件，但拒绝所有与调查行动相关的请求提出上诉。

### 香港
负责协助潜水艇交易案的法国律师威廉波顿于2008年代表马来西亚人权组织和法国司法部对香港提出贪污申诉。但被香港当局拒绝让法国司法部门调查Terasasi公司的银行帐户，成为解决案件之谜的“黑洞”。而Terasasi公司是被指用来挪用3600万欧元作为回佣的关键公司。
随着马来西亚反贪污委员会在2018年11月宣布重新开档调查国阵政府购买鲉鱼型潜水艇案后，威廉波顿表示，香港Terasasi公司的银行帐户可能会成为法国潜艇的跨境贪腐案的关键。威廉波顿也表示，包括法国法院针对国防企业或政府官员的购买指控在内的任何指控，在很大程度上取决于法国和马来西亚当局之间合作的结果以及香港的援助。
不过在2020年时，马来西亚全国总警长阿都哈密·峇多尔透露称，近年来马来西亚与香港的执法关系因为追捕一个马来西亚发展有限公司丑闻（1MDB）的主要人物刘特佐的事情而恶化。

## 舆论

### 责任归咎
潜水艇交易案成为纳吉·阿都拉萨执政的丑闻之后，也成为反对党多次批评国阵政府的课题之一。由于潜水艇交易协议是在2002年马哈迪·莫哈末担任首相期间签订，但是是由时任副首相兼国防部长纳吉主持交易，因此该交易案在2017年被担任反对党的希望聯盟批评时，纳吉指责马哈迪也有责任。但马哈迪则对此回应，他在担任首相期间，内阁并未讨论这宗潜艇交易，并表示：“我从没要买潜水艇，因为我们无法使用它们。我们无法在马六甲海峡使用潜水艇。”“还有，我们没有那笔钱。花费太高。”“但突然间，在我辞去相位后，我发现那个国防部长（纳吉）已下单采购两艘潜水艇。”“可能是在我担任首相时所做的决定，但我没受到通知。”
2019年6月8日，纳吉因不满被时任执政党希望聯盟不断利用潜水艇无法潜水的课题攻击他而揭露潜水艇交易案是马哈迪要求法国让马航获得更多的降陆航线的洽商结果，并引述马哈迪的自传，内容提到马哈迪在1998年与法国领袖交换了4封信函。纳吉也在其面子书上贴出林冠英在2011年参观鲉鱼潜水艇的照片，并对此嘲讽林冠英：「他看起来似乎很爽，如果潜水艇不能潜水，当时就不能再浮出水面，也不会有今天的财政部长了」。

### 案件評論
2022年4月28日，民主行动党依斯干达公主城国会议员林吉祥发表文告表示，随著法国政府指控法国公司泰雷兹（Thales）在20年前共谋贿赂鲉鱼级潜艇交易，公共账目委员会有机会通过调查2002年购买鲉鱼级潜艇交易和蒙古女郎阿丹杜雅的谋杀案，来洗清马来西亚的名声和尊严。他说，这是外国司法单位发现马来西亚第二起重大腐败丑闻案件，塔夫茨大学世界和平基金会网站出现“马来西亚鲉鱼级潜艇事件”的内容，指如果不是因为2006年一名年轻翻译被绑架和谋杀，2002年以12亿欧元向马来西亚出售的法国鲉鱼级潜艇以及伴随出售的可疑佣金可能不会为人所知。

## 备注
1. ↑  奥古斯塔级潜艇是法国为了培训马来西亚海军潜艇部队而提供的训练潜艇，于2009年法国才正式出售给马来西亚，属于军备采购争议事件，与收佣案关系不大